# Malapterurus microstoma
Malapterurus microstoma és una espècie de peix de la família dels malapterúrids i de l'ordre dels siluriformes.

## Morfologia
- Els mascles poden assolir 55,5 cm de llargària total i les femelles 54.
- Nombre de vèrtebres: 40-42.[2]

## Hàbitat
Viu en àrees de clima tropical entre 23 °C i 28 °C de temperatura.

## Distribució geogràfica
Es troba a Àfrica: conca del riu Congo.